# لويزا مورتون غريني
لويزا مورتون غريني (بالإنجليزية: Louisa Morton Greene)‏ هي سفرجات أمريكية، ولدت في 23 مايو 1819 في Ashburnham, Massachusetts ‏ في الولايات المتحدة، وتوفيت في 5 مارس 1900.